# كثرة الأطراف
كثرة الأطراف هو عيب خلقي يكون عبارة عن امتلاك المصاب لعدد أكبر من الأطراف في الإنسان ومعظم الحيوانات التي تعيش على الأرض، وهذا يعني وجود خمسة أطراف أو أكثر.الأطراف الإضافية تكون متقلصة أو مشوهة.